# Gymnetis strigosa
Gymnetis strigosa är en skalbaggsart som beskrevs av Olivier 1789. Gymnetis strigosa ingår i släktet Gymnetis och familjen Cetoniidae.

## Underarter
Arten delas in i följande underarter:
- G. s. mediana
- G. s. fulgurata